# Netiporn Sanesangkhom
Netiporn Sanesangkhom, (in thailandese: เนติพร เสน่ห์สังคม; meglio conosciuta come Bung thailandese:บุ้ง); (Bangkok, 8 agosto 1995 – Pathum Thani, 14 maggio 2024), è stata un'attivista e politica thailandese, nota per essere stata leader del Thaluwang movement, un movimento per la riforma della monarchia e l'abolizione del reato di lesa maestà. Arrestata il 27 gennaio 2024, iniziò il giorno dopo lo sciopero della fame. Morì il 14 maggio 2024 all'età di 28 anni all'ospedale universitario Thammasat di Pathum Thani per arresto cardiaco.

## Biografia
Netiporn Sanesangkhom nacque a Bangkok l'8 agosto 1995, figlia di un giudice e con una sorella avvocato. Anche in gioventù fu coinvolta in una serie di cause sociali e politiche. Ad esempio, sostenne il diritto degli studenti thailandesi di decidere le proprie acconciature e sostenne la comunità LGBTQ del suo paese. Oltre al suo impegno, studiò finanza e lavorò come tutor di inglese. La sua vita fu fortemente influenzata dal suo impegno per le riforme democratiche e le libertà.
Inizialmente Sanesangkhom partecipò alle proteste con il "People's Democratic Reform Committee" (PDRC), un movimento di destra. Dopo aver ascoltato altri attivisti sulla repressione delle proteste delle Camicie Rosse del 2010 a Ratchaprasong, Bung diventò un'attivista anti-monarchica. Si unì al gruppo riformista Thaluwang (traduzione: "sfondare il palazzo"), critico nei confronti della monarchia e sostenitore delle riforme democratiche e dell'abolizione della lesa maestà come reato penale. Le leggi thailandesi sulla lesa maestà sono tra le più severe del loro genere al mondo e sono spesso utilizzate per intimidire i critici della monarchia.

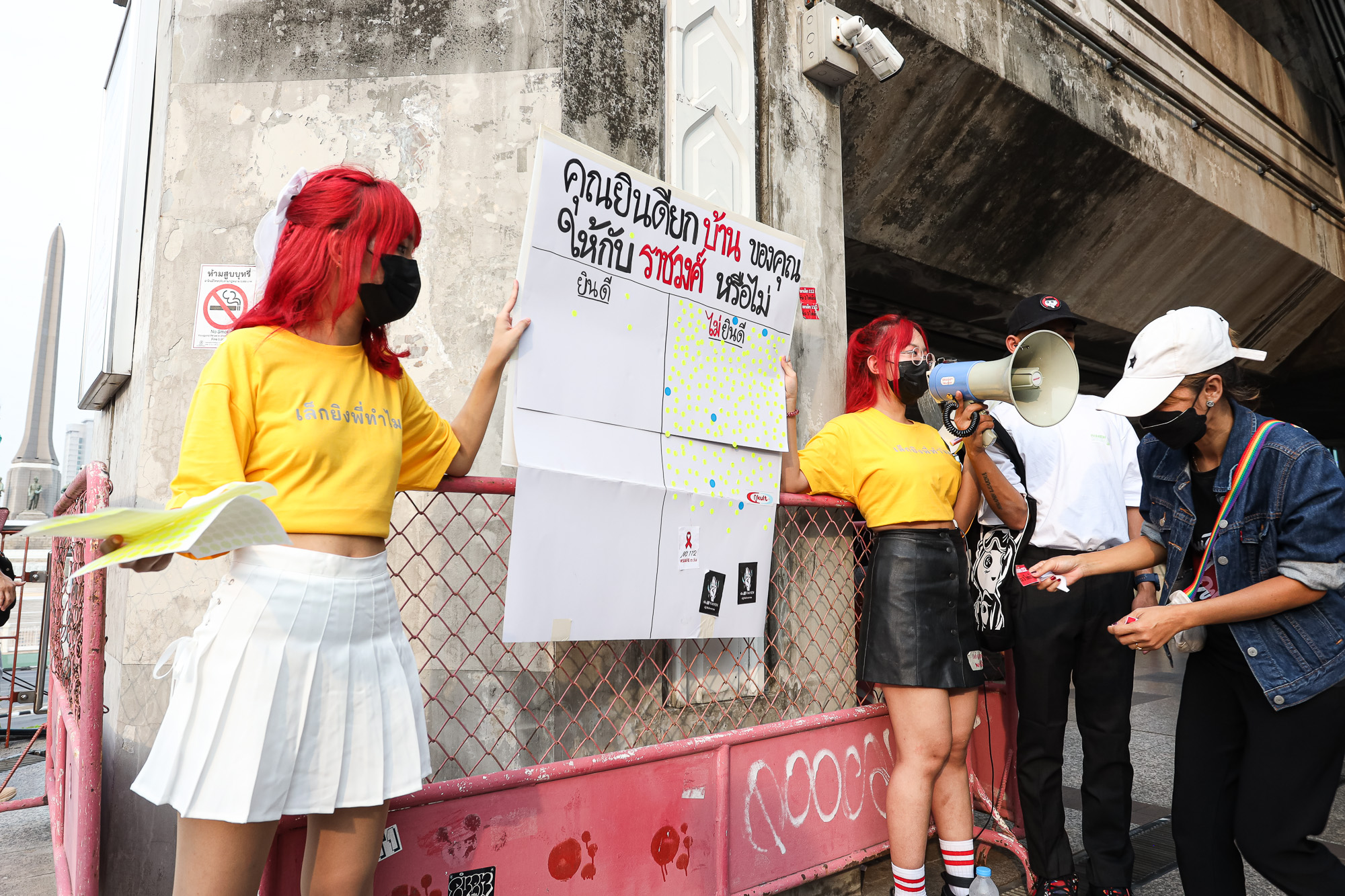
Manifestazione dei militanti di Thaluwang il 13 marzo 2022 davanti al Monumento della Vittoria, Bangkok

Netiporn Sanesangkhom, che nel 2020 diventò poi leader movimento, organizzò, tra le altre cose, sondaggi d'opinione e manifestazioni contro i privilegi reali. Di conseguenza, venne accusata di molteplici reati penali, tra cui accuse di lesa maestà. La sua posizione portò a diverse accuse di lesa maestà, che la portarono ripetutamente in prigione. Bung e altri detenuti, durante la loro detenzione in carcere con tali accuse, protestarono contro il sistema giudiziario thailandese iniziando uno sciopero della fame, che però danneggiò gravemente la sua salute. Avevano due richieste: riformare il sistema giudiziario e smettere di imprigionare i dissidenti politici.
Bung iniziò  uno sciopero della fame nel giugno 2022, duranto poi per 64 giorni. Cominciò un altro sciopero della fame il 27 gennaio 2024, un giorno dopo essere stata arrestata. Il 14 maggio 2024, Bung morì all'ospedale universitario Thammasat per arresto cardiaco improvviso, dopo essere stata trasferita dall'Istituto Correzionale Femminile Centrale del Dipartimento di Correzione. La durata totale della detenzione temporanea di Bung, dall'inizio della sua protesta contro lo sciopero della fame al giorno della sua morte, fu di 109 giorni.
Tuttavia, la causa della sua morte rimane un mistero, se sia davvero morta per arresto cardiaco improvviso o per mancanza di cure mediche tempestive, dal momento che l'ospedale universitario Thammasat ha detto al suo avvocato che l'ospedale ha scoperto che il trattamento medico del Dipartimento di Correzione è stato eseguito in modo errato. L'avvocato ha detto alla stampa che: